# Убить по расписанию
«Убить по расписанию» (англ. Ticking Clock) — фильм режиссёра Эрни Барбараша 2011 года. Съёмки происходили в Батон-Руже, Луизиана. Фильм вышел на видеоносителях 4 января 2011 года.

## Сюжет
Репортер натыкается на дневник убийцы, переполненный планами убить определенных людей, и занимается расследованиями самостоятельно, и вдруг находит, что каждый след приводит к 11-летнему мальчику из сиротского приюта.

## В ролях
- Кьюба Гудинг-мл. — Льюис Хикс
- Нил МакДонаф — Кич
- Никки Эйкокс — Полли
- Остин Абрамс — Джеймс
- Даниэль Николет — Джина Хикс